# بیلاتیو

بیلاتیو شهری در شهرستان فارا در استان باله در بورکینافاسوی جنوبی است و جمعیت آن ۲۲۴ نفر است.